# ニューラル
株式会社ニューラル（英文社名：Neural Inc.）は、コーポレートサステナビリティに焦点を置いたコンサルティングやアドバイザリーサービスを提供する日本の株式会社である。

## 会社概要
本社は東京都東京都品川区に所在する。
2013年7月に設立。企業向けにサステナビリティやESG投資対応に関するコンサルティングを行うとともに、金融機関等に対してもESG投融資の手法に関するアドバイザリーを実施している。
2014年からは経営者やCSR担当者、機関投資家向けに国内・海外のコーポレート・サステナビリティに関する情報を整理したオンラインプラットフォーム、Sustainable Japan（サステナブルジャパン）を運営している。

## 沿革
- 2013年
  - 7月 - 株式会社ニューラル設立。
  - 9月 - Green Material Technology LLP に出資。
- 2014年1月 - ニュースサイトSustainable Japan（サステナブルジャパン）をスタート。
- 2015年
  - 5月1日 - 日本経済新聞系列の情報関連企業QUICKと提携し、ニュースサイトSustainable Japan（サステナブルジャパン）にESG関連情報のページを開設[1][リンク切れ]
  - 5月28日 - 国連責任投資原則（UNPRI）に署名[2][リンク切れ]
- 2018年12月6日 - 夫馬賢治CEOが環境省ジャパン・グリーンボンド・アワードの選定委員に就任[3]

## Sustainable Japan（サステナブルジャパン）
2014年1月にサービスを開始した。サステナビリティ経営やESG投資に関する国内外の主要ニュースを報じている。